# На войну
«На войну́» — картина русского художника Константина Савицкого (1844—1905), завершённая в 1888 году. Принадлежит Государственному Русскому музею в Санкт-Петербурге (инв. Ж-4228). Размер полотна — 207,5 × 303,5 см. Употребляются также другие названия: «Отправка новобранцев на войну» и «Проводы на войну». Сюжетной основой произведения послужила сцена расставания уходящих на войну солдат с близкими им людьми, происходящая во времена Русско-турецкой войны 1877—1878 годов.
Савицкий начал работу над картиной «На войну» во второй половине 1870-х годов. Первый вариант картины, оконченный в 1880 году, экспонировался на 8-й выставке Товарищества передвижных художественных выставок («передвижников»). Появление на выставке полотна Савицкого было встречено рядом критических замечаний — в частности, отмечалась его перегруженность слишком большим количеством фигур. Были и положительные отзывы — например, художественный критик Владимир Стасов признавал, что, «несмотря на многие недостатки, и в этой картине было много правды и чувства». Тем не менее под сильным впечатлением от критики Савицкий решил переписать картину, а первую её версию, как выяснилось через много лет, разрезал на части.
Второй, окончательный вариант картины был представлен на 16-й выставке Товарищества передвижных художественных выставок («передвижников»), открывшейся 28 февраля (11 марта) 1888 года в Петербурге. На этот раз картина была встречена более благосклонно: в частности, художник Илья Репин отмечал, что «Савицкого картина „На войну“ очень хорошо вышла», а критик Владимир Стасов писал, что она является «важной страницей в истории русского искусства». Позднее искусствовед Михаил Сокольников отмечал, что полотно Савицкого «На войну» относится «к значительнейшим картинам русской реалистической школы живописи».

## История

### Работа над первым вариантом картины и 8-я передвижная выставка
Константин Савицкий начал работу над картиной «На войну» во второй половине 1870-х годов. Первые замыслы, связанные с будущим полотном, появились у художника, когда он был за границей: в 1876 году Савицкий, находившийся в то время в Париже, продемонстрировал эскиз к картине художнику Алексею Боголюбову, а тот, в свою очередь, показал его Александру Александровичу, будущему императору Александру III. В процессе работы над картиной Савицкий использовал множество этюдов, которые были написаны им в Динабурге, в Москве, под Петербургом и в других местах. В письме к художнику Ивану Крамскому, датированном 22 декабря 1878 года, Савицкий писал: «Много бы дал, чтобы кто-нибудь из друзей по душе побеседовал со мной насчёт картины, которую пишу теперь. Тьма-тьмущая вопросов, которые перебираешь в голове втихомолку, и ответа на них нет».
Первый вариант картины, оконченный в 1880 году, экспонировался на 8-й выставке Товарищества передвижных художественных выставок («передвижников»), открывшейся в Петербурге 6 (18) марта 1880 года. Появление на выставке полотна Савицкого было встречено рядом критических замечаний. Рецензенты, среди которых были авторы ряда периодических изданий, отмечали отсутствие у картины композиционной цельности, недостаточную связь между отдельными группами, а также неточности при изображении перспективы. Автор статьи в художественно-литературном журнале «Всемирная иллюстрация» отмечал, что в частностях картина «вполне интересная и талантливая», но в отдельных сценах «представляет собой пёструю толпу, нарисованную в два яруса», так что в общем «одной цельной картины нет». Обозреватель газеты «Новое время» писал, что в произведении Савицкого есть «обильный материал на добрый десяток картин», что явилось причиной того, что «сам художник не мог разобраться в массе отъезжающих и провожающих». Тем не менее, отдавая должное мастерству художника, автор статьи в «Новом времени» отмечал, что «отдельные группы и лица полны движения, жизни и выразительности, и если остановишься на них, то во многих лицах и позах прочтёшь целую драму». Автор рецензии, опубликованной в газете «Молва», писал, что если мысленно попробовать «с любой стороны картины отрезать от неё сколько вам угодно или столько же к ней прибавить в том же характере — содержание картины от этого не выиграет и не проиграет». Автор статьи в «Петербургской газете» отмечал, что в полотне Савицкого «всё интересно, но интересно в частностях», а в общем «картины нет, или лучше сказать, она не сконцентрирована, не связана воедино». Тем не менее критик из «Петербургской газеты» признавал, что «сцены и типы есть превосходные, экспрессии как в движениях, так и в лицах жизненны, правдивы и глубоко прочувствованы». Художественный критик Владимир Стасов отмечал, что у картины Савицкого слишком серый фон, хотя и признавал, что, «несмотря на многие недостатки, и в этой картине было много правды и чувства». Художник Иван Крамской объяснял недостатки полотна тем, что незадолго до выставки Савицкий внёс значительные изменения в свою картину, и «переделки отразились на её живописной стороне в сторону ухудшения».

### Работа над вторым вариантом картины и 16-я передвижная выставка
По-видимому, находясь под сильным впечатлением от этой критики, Савицкий решил создать новый вариант картины «На войну». Помимо высказанных замечаний, в процессе работы над новым полотном определённое влияние на Савицкого могли оказать произведения других художников, в первую очередь многофигурное историческое полотно «Утро стрелецкой казни» Василия Сурикова, представленное на выставке передвижников в 1881 году. Известны некоторые написанные в этот период этюды Савицкого, в том числе с изображением персонажей, не вошедших в окончательную версию картины, такие как «Плачущий солдат». За восемь лет, разделяющих даты создания первого и второго вариантов картины, Савицким были созданы и другие произведения, которые помогли нахождению образов отдельных героев и в целом рождению окончательной версии полотна. По мнению искусствоведа Дмитрия Сарабьянова, к таким произведениям в первую очередь следует отнести картины «Тёмные люди» (1882, ГРМ), «Конокрад» (1883) и «Крючник» (1884).
Согласно дневникам государственного секретаря Александра Половцова, 10 июня 1886 года за завтраком художник Алексей Боголюбов рассказал ему, что накануне, представляя Александру III своё полотно «Открытие морского канала», он также показал императору новый вариант картины Савицкого «На войну» (возможно, это был один из эскизов). Присутствовавший при этом великий князь Владимир Александрович возмутился: «Какая дерзость представлять государю пьяных солдат!» Возможно, его реакция была продиктована тем, что он знал о недовольстве конференц-секретаря Академии художеств Петра Исеева, которому не нравилось то, что художники доходят до Александра III не через него, а другими путями. При этом императрица Мария Фёдоровна и великая княгиня Елизавета Фёдоровна постарались смягчить перед Боголюбовым «резкость этой выходки» Владимира Александровича. Как бы то ни было, окончательный вариант картины создавался по заказу Александра III. Вероятно, с этим было связано то, что художник убрал или смягчил ряд присутствовавших в первом варианте картины эпизодов, свидетельствовавших о бесправии солдат и рукоприкладстве начальства.
В мае 1887 года Савицкий сообщал: «Я весь, от пят и до самого чуба на голове, погружён в картину свою. Только и думаю, как бы скорей увидать её совсем установившейся. И ем, и пью, и сплю всё с мыслью о ней». Наконец, 23 февраля 1888 года, когда работа над картиной была завершена, художник заявил: «Картина кончена! Доведена настолько, что решил выставить; я сам до того присмотрелся к ней, что самолично решить этого не мог. Завтра тащу своё детище на выставку». Второй, окончательный вариант картины был представлен на 16-й выставке Товарищества передвижных художественных выставок («передвижников»), открывшейся 28 февраля (11 марта) 1888 года в Петербурге. На этот раз картина Савицкого была более благосклонно встречена специалистами и критиками. В письме к издателю Владимиру Черткову, датированном 14 апреля 1888 года, художник Илья Репин особо выделял две картины, представленные на выставке: «Хорошая вещь тут была на выставке — Ярошенко „Всюду жизнь“. Может быть, Вам уже послали. И Савицкого картина „На войну“ очень хорошо вышла, стоит Вам иметь и показывать обе эти картины. Их не худо было бы издать для народа».
Даже после того как картина «На войну» была представлена на 16-й передвижной выставке и получила там хорошие отзывы, Савицкий продолжал свою работу над ней, откладывая её передачу заказчику. В сентябре 1888 года он писал художнику Александру Киселёву: «…знаете ли Вы, что я, несчастный, и по сей день вожусь с большим детищем своим? Ещё не только не сдал, но пишу и пишу до одури. Имел несчастье написать маленькое повторение для провинции, писано на воздухе, вышло лучше, и я увидел свет, теперь выбиваюсь из потёмок. Достаётся мне это нелегко».

### После создания
Картина «На войну» находилась в Зимнем дворце, а в 1897 году была передана в создаваемый в то время Русский музей императора Александра III (ныне — Государственный Русский музей), где она и находится до сих пор. Поначалу она экспонировалась в одном зале с полотнами «Запорожцы» Ильи Репина, «Покорение Сибири Ермаком» Василия Сурикова и «Христос и грешница» Василия Поленова; там же находились картины художников-академистов — «Оргия» Вильгельма Котарбинского, «Поцелуйный обряд» Константина Маковского и «Грешница» Генриха Семирадского. В настоящее время полотно «На войну» выставлено в зале № 31 Михайловского дворца, где также находятся картины «Страдная пора» («Косцы») Григория Мясоедова, «В тёплых краях» Николая Ярошенко и другие.
Судьба первого варианта картины «На войну», оконченного в 1880 году, долгое время оставалась неизвестной. В 1955 году в Государственной Третьяковской галерее была организована выставка произведений Константина Савицкого, на которой был представлен второй (окончательный) вариант картины из Государственного Русского музея, а также были собраны 13 живописных и 66 графических произведений, связанных с работой художника над этой темой. В статье, посвящённой картине «На войну» и написанной по итогам этой выставки, искусствовед Софья Гольдштейн проанализировала упомянутые 13 живописных работ и разделила их на две группы — произведения этюдного характера, отличавшиеся незавершённостью письма, и хорошо проработанные многофигурные композиции. На основании проведённого анализа она пришла к заключению, что картины из второй группы представляют собой фрагменты первого варианта картины, который, по всей видимости, был разрезан автором на части. Впоследствии эта точка зрения стала общепринятой. Отдельные фрагменты первого варианта картины хранятся в Государственной Третьяковской галерее, Государственном Русском музее, Полтавском художественном музее, а также в одной из московских частных коллекций.

## Сюжет и описание
Савицкий изображает события времён Русско-турецкой войны 1877—1878 годов. На картине, представляющей собой многофигурную композицию, показаны не военные действия, а горечь родных и близких, расстающихся с солдатами — призывниками запаса, уходящими на войну. Приняв решение изобразить последние минуты перед разлукой, художник получил возможность «показать действующих лиц тогда, когда ярче проявляются все чувства и мысли, обычно скрытые от посторонних взглядов». На полотне представлены различные стадии этого события. Справа, на заднем плане, изображена густая толпа, отдельные фигуры в которой сливаются друг с другом. Центральная часть картины, в которой находятся несколько подробно написанных групп, представляет собой наиболее напряжённую часть действия. Сзади, в глубине, на перрон поднимаются солдаты, уже простившиеся со своими родными, — в последний раз пытаются они поймать взгляды тех, кто приехал их проводить.
Фрагменты окончательного варианта картины «На войну» (1888)
Группа с призывником, которого другие солдаты насильно уводят от жены и родных, представляет собой композиционный центр полотна. Призывник выглядит растерянным, он не до конца осознаёт происходящее с ним и пытается сопротивляться насилию, вырваться, чтобы вернуться обратно к своим родным. По словам искусствоведа Елены Левенфиш, образ этого молодого, полного жизни человека служит выражением протеста против тех сил, которые обрекают на гибель его и многие тысячи ему подобных. Его жена, которую удерживают и успокаивают родные, рвётся к уходящему мужу, она в ужасе от предстоящей разлуки, «её страшный, душераздирающий вопль как бы наполняет картину». В образах молодого солдата и его жены в наиболее обнажённом виде представлены те чувства, которые в более скрытой и сдержанной форме переживают и другие участники этой драмы. При этом многие из окружающих погружены в своё собственное горе, поэтому бурная сцена прощания призывника с женой не привлекает всеобщего внимания.
В левой части картины изображена другая семейная группа, в которой бородатый солдат прощается со своими родителями и женой. В этой сцене чувствуется «сдержанное и целомудренное горе». Солдат немолод и, как и остальные призывники, ранее уже служил в царской армии, а теперь призван из запаса. Он думает о тяжёлой жизни без кормильца, которая предстоит его молодой жене и старикам-родителям. Не теряя собственного достоинства, с суровым напряжением сдерживает он свои чувства; его лицо выражает «возвышенное благородство, величавость и внутреннюю значительность». В то время как он задумчиво сжимает руку своей жены, его мать прижалась к его груди, не исключая, что видит своего сына в последний раз. По другую сторону от солдата находится его отец, возле которого, полуобернувшись и разглядывая происходящее вокруг, стоит девочка-подросток. Эта группа присутствовала и в первом варианте картины (фрагмент «Группа прощающихся», ГРМ), но там она была расположена не в левой, а в правой части полотна. По сравнению с версией 1880 года в окончательном варианте картины Савицкий «опоэтизировал» образ жены солдата, изобразил её более стройной и молодой, более нарядно одетой, так что она даже «несколько утратила характерный крестьянский облик». Образ солдата приобрёл более волевые черты, его отца художник изобразил менее дряхлым, а у его матери теперь видно лицо, которое было скрыто в первом варианте картины. Из других отличий можно отметить то, что в варианте 1880 года девочка-подросток держала на руках маленького ребёнка, которого Савицкий решил не переносить в окончательную версию картины.
Ещё одно важное действующее лицо — крестьянин, изображённый стоящим у телеги в правой части полотна. Савицкий сюжетно выделяет его из общей толпы провожающих. В его лице, позе и движениях видна сила и уверенность в себе. Одежда крестьянина — залатанная рубаха, порты, онучи и лапти — свидетельствует о его бедности. Его фигура находится в глубине, на втором плане, так что он имеет возможность наблюдать за сценой прощания призывников и их близких, находящихся на первом плане. То, что он сам ни с кем не прощается, указывает на отсутствие среди отъезжающих на войну солдат его близких, — по-видимому, он просто подвёз кого-то из знакомых на подводе. Судя по всему, ему многое пришлось повидать на своём веку, поэтому он лучше других понимает суть происходящего — вот почему, по описанию Елены Левенфиш, «в его угрюмом взгляде сквозит ненависть, зреющий протест». Современники особо выделяли этот персонаж Савицкого и называли его «пахарем-атлетом», «могучим батраком» и «чернозёмной силой». Позднее его образ сравнивали с двумя персонажами, изображёнными на картинах крестьянского цикла Крамского, — «Полесовщиком» и «Созерцателем». По словам искусствоведа Михаила Сокольникова, фигура крестьянина образует своего рода центр в правой части композиции, а его «исполинский образ дышит такой мощью и силой, так пластически выразителен, что зритель ощущает в нём символ пробуждающегося к сознанию народа и несгибаемой народной воли». Аналогичный образ крестьянина присутствовал и в варианте 1880 года, только там рядом с ним находилась плачущая крестьянка, закрывшая лицо руками и облокотившаяся о край телеги (фрагмент «Плачущая крестьянка и крестьянин у телеги», частное собрание). В отличие от окончательной версии, в первом варианте группа с телегой находилась на переднем плане в левой части картины.
За телегой, чуть левее крестьянина, в толпе можно выделить ещё одну примечательную группу прощающихся. Там изображён солдат, положивший голову на плечо отца, а рядом с ними, сдерживая слёзы, стоит мать, провожающая сына на войну. В варианте 1880 года эта сцена находилась на переднем плане в левой части картины, а в версии 1888 года она была перенесена вглубь и из-за этого «утеряла свою выразительность».
На втором плане в левой части картины, частично закрытая фигурами переднего плана, изображена группа пляшущих под гармонику и скрипку пьяных солдат. По словам Дмитрия Сарабьянова, «сейчас этим людям всё равно, куда их повезут, что заставят делать, с кем придётся воевать; на некоторое время они утопили своё горе в вине, но тем горше будет похмелье». Другие авторы, наоборот, видели в этой сцене «широту русской натуры и неистребимый народный оптимизм». Жена художника, Валерия Ипполитовна, вспоминала, что Савицкий «много возился с перспективой, в особенности смущала его фигура пляшущего солдата, где нога в большом ракурсе».
На заднем плане солдаты поднимаются по лестнице к вагонам. За ними присматривают жандармы, внешний облик которых свидетельствует о холодном безразличии к народному горю. На перроне стоит офицер, перед которым по стойке «смирно» вытянулись два солдата. В отличие от первого варианта картины, на котором вокзальный дебаркадер был расположен параллельно плоскости полотна, в окончательной версии он показан в перспективном удалении. По одним данным, на картине изображён дебаркадер вокзала Таганрога, по другим — одного из вокзалов Санкт-Петербурга.

## Этюды, фрагменты и повторения
В Государственном Русском музее есть три этюда для первоначального варианта картины «На войну», датированные 1878—1880 годами, — «Две старухи» (холст, масло, 38,5 × 42,5 см, инв. Ж-1131, поступил в 1932 году из Комитета по делам искусств СНК РСФСР), «Крестьянин у телеги» (холст, масло, 15,5 × 22 см, инв. Ж-1163, поступил в 1946 году от Н. М. Новопольского) и «Три идущих крестьянина» (холст, масло, 22,5 × 15,5 см, инв. Ж-1163, поступил в 1937 году от М. И. Авилова).
Этюды к первому варианту картины «На войну» (1880)
В Государственной Третьяковской галерее хранятся три фрагмента первоначального варианта картины «На войну» (холст, масло, 1880) — «Группа солдат с гармонистом и скрипачом» (29,5 × 29,7 см, инв. 10343, приобретён в 1928 году у Б. С. Петухова), «Группа прощающихся с новобранцем» (48 × 31 см, инв. 11169, поступил в 1929 году из музея И. С. Остроухова) и «Солдаты, толпящиеся у железнодорожных вагонов» (23,8 × 52,4 см, инв. Ж-20, приобретён в 1956 году у А. В. Гордона). В Государственном Русском музее находится ещё один фрагмент первоначального варианта картины, «Группа прощающихся» (холст на картоне, масло, 70 × 56 см, инв. Ж-1420, поступил в 1908 году от К. И. Шишкиной). В собрании Полтавского художественного музея хранится фрагмент «Солдаты, идущие по дебаркадеру». В одной из московских частных коллекций (по сведениям на 1955—1957 годы — в собрании К. М. Шишковой) есть ещё один фрагмент — «Плачущая крестьянка и крестьянин у телеги».
Фрагменты первого варианта картины «На войну» (1880)
Среди подготовительных материалов, написанных во время работы над второй версией картины, известен этюд «Плачущий солдат» (холст, масло, 41,5 × 30 см, 1880-е). Он находился в собрании Высоцких (Москва), затем был передан в Государственный музейный фонд, а оттуда в 1927 году поступил в Смоленскую художественную галерею (инв. Ж-98).
Одноимённое уменьшенное повторение картины «На войну» (холст, масло, 104 × 204 см, инв. Ж-860), написанное Савицким в том же 1888 году, находится в собрании Пермской государственной художественной галереи, куда оно было передано в 1950 году из Государственного Русского музея.

## Отзывы и критика
Критик Владимир Стасов в статье «XVI Передвижная выставка», опубликованной в номере «Новостей и Биржевой газеты» от 6 марта 1888 года, подробно обсуждал картину «На войну», называя её лучшим созданием Константина Савицкого. Он писал, что в ней хватает «верных людских типов, правды национальной и психологической», «трагических, раздирательных сцен прощанья, беззаботной удали, солдатского залихватства, женской грации и красоты в простой молодой русской крестьянке», а также отмечал «наивность и простодушие в стариках и детях», наполненность движением и жизнью, «разнообразие волнования бедного люда», «разношёрстность интересов» и способов их выражения. Стасов отмечал, что, несмотря на свой «серенький, синеватенький колорит», эта картина является «важной страницей в истории русского искусства». По словам Стасова, «Савицкий не колорист, но у него есть много такого, что всегда заставит забыть тот или другой частный его недостаток».
Художник и критик Александр Бенуа в книге «История русской живописи в XIX веке», первое издание которой вышло в свет в 1902 году, называл картину Савицкого «На войну» «явно неудавшейся вещью», но признавал, что по силе выражения она принадлежит к лучшим произведениям, созданным передвижниками. По словам Бенуа, даже если в техническом отношении лучшие картины Савицкого, включая «На войну», уступают работам Ильи Репина, всё равно они являются «вполне удовлетворительными произведениями, стоящими значительно выше общего уровня школы». По мнению Бенуа, важными преимуществами Савицкого перед другими художниками были объективность и «серьёзное внимание к пейзажу, типам и позам».
Искусствовед Михаил Сокольников в 1947 году писал, что картина «Проводы на войну» относится к «значительнейшим картинам русской реалистической школы живописи». Отмечая идейность содержания, монументальность сюжета и исполнения, а также народный характер этой картины, Сокольников указывал на её близость произведениям Ильи Репина. Он писал, что бытовой сюжет картины Савицкого, изображающей проводы отправляемых на войну призывников, представляет собой «широко, содержательно и типично взятое им явление старой жизни», которому художник придаёт «хоровое, народное, обобщающее значение», вкладывая в него глубокий общественный смысл. По словам Сокольникова, в этой «страшной своим драматизмом» картине Савицкому удалось передать психологию народной массы, смятение посылаемых на войну крестьян, которые «не знают, куда их повезут дальше, с кем и за что, за какие интересы пойдут они воевать». Именно в этом «обнажении», по мнению Сокольникова, и заключался основной смысл полотна Савицкого.
Искусствовед Дмитрий Сарабьянов в книге, вышедшей в 1955 году, отмечал, что в картине «На войну» главным героем является народ, через трагедию которого «раскрываются противоречия действительности» того времени. При этом на полотне Савицкого эта трагедия «приобретает оптимистическое звучание», поскольку в народных массах, изображённых художником, «таятся большие внутренние силы». По мнению Сарабьянова, картина «На войну» с её положительным образом народа развивает традиции таких полотен, как «Бурлаки на Волге» Репина и «Ремонтные работы на железной дороге» самого́ Савицкого. В ней подчёркивается «драматическая конфликтность действия», которая заостряет переживания героев и придаёт трактовке сцены героизм и напряжение, свойственные таким картинам Сурикова, как «Утро стрелецкой казни» и «Боярыня Морозова».